# 纬七路街道
纬七路街道是中华人民共和国河南省新乡市红旗区下辖的一个街道办事处。

## 行政区划
纬七路街道下辖以下村级行政区划单位：
邢庄村、第伍疃村、贾李庄村、樊庄村、李胡寨村、张兴庄村、北张兴庄村、贾堤村、夏庄村、冯堤村、魏堤村、小杨庄村、郑庄村、大杨庄村、姚庄村、获小庄村和张河村。